# Iris bostrensis
Iris bostrensis là một loài thực vật có hoa trong họ Diên vĩ. Loài này được Mouterde miêu tả khoa học đầu tiên năm 1955.